# Bathythrix nigripalpis
Bathythrix nigripalpis är en stekelart som beskrevs av Henry Keith Townes, Jr. 1983. Bathythrix nigripalpis ingår i släktet Bathythrix och familjen brokparasitsteklar. Inga underarter finns listade.